# 西俊明
西 俊明（にし としあき）は、日本の事業家。現在は合同会社ライトサポートアンドコミュニケーションの代表社員。
現在ではマーケティングとITを専門とする経営コンサルタントとして活動している。
Webやソーシャルメディアのマーケティングコンサルティングを中心に、独立後14年間で270社以上のコンサルティングを実施、250回以上のセミナーや研修に登壇している。

## 経歴
慶応義塾大学文学部哲学科卒業後、富士通株式会社にてパソコン、携帯情報端末、ワープロ専用機などIT製品のマーケティングに従事。
続いて法人向けマーケティング、営業組織改革プロジェクトなどに合計17年間従事した後、2008年に Web マーケティングコンサルタント兼中小企業診断士として独立。 

## 著書・参考文献
- 『Webマーケティングの正解 : ほんの少しのコストで成功をつかむルールとテクニック』 技術評論社、2020年、ISBN 9784297111953
- 『最小の手間で最大の効果を生む!あたらしいWebマーケティングの教科書』 技術評論社、2015年。ISBN 9784774171180
- 『ITパスポート最速合格術 : 1000点満点を獲得した勉強法の秘密』 技術評論社、2019年。ISBN　9784297102876
- 『絶対合格!応用情報技術者』 毎日コミュニケーションズ、2011年。ISBN 9784839939595
- 『高度試験共通試験によくでる午前問題集』 技術評論社、2010年。ISBN 9784774140957
- 『やさしい基本情報技術者問題集』 ソフトバンククリエイティブ、2010年。ISBN 9784797362626
- 『やさしい応用情報技術者問題集』 ソフトバンククリエイティブ、2010年。ISBN 9784797357431
- 『問題解決に役立つ生産管理 : 生産管理の基本的な仕組みからグローバルな展開までを解説!!』 誠文堂新光社、2010年。ISBN 9784416810262